# Presidenti del Ciad
I presidenti del Ciad dal 1960 (data di indipendenza dalla Francia) sono i seguenti.

## Lista
| Presidente | Presidente                        | Presidente           | Partito                                          | Elezione                                           | Mandato          | Mandato            |
| Presidente | Presidente                        | Presidente           | Partito                                          | Elezione                                           | Inizio           | Fine               |
| ---------- | --------------------------------- | -------------------- | ------------------------------------------------ | -------------------------------------------------- | ---------------- | ------------------ |
|            |                                   | François Tombalbaye  | Partito Progressista Ciadiano MNRCS              | 1962, 1969                                         | 11 agosto 1960   | 13 aprile 1975     |
|            |                                   | Noël Milarew Odingar | Militare                                         | colpo di Stato                                     | 13 aprile 1975   | 15 aprile 1975     |
|            |                                   | Félix Malloum        | Militare                                         | nomina a seguito di colpo di Stato                 | 15 aprile 1975   | 23 marzo 1979      |
|            |                                   | Goukouni Oueddei     | FROLINAT                                         | –                                                  | 23 marzo 1979    | 29 aprile 1979     |
|            |                                   | Lol Mahamat Choua    | MPLT                                             | –                                                  | 29 aprile 1979   | 3 settembre 1979   |
|            |                                   | Goukouni Oueddei     | FROLINAT                                         | –                                                  | 3 settembre 1979 | 7 giugno 1982      |
|            |                                   | Hissène Habré        | Forze Armate del Nord, UNIR                      | nominato dai militari, 1989                        | 7 giugno 1982    | 2 dicembre 1990    |
|            |                                   | Idriss Déby          | Movimento Patriottico di Salvezza                | colpo di Stato, 1996, 2001, 2006, 2011, 2016, 2021 | 2 dicembre 1990  | 20 aprile 2021 (†) |
|            |                                   | Mahamat Déby Itno    | Presidente del Consiglio militare di transizione | Nominato dai militari                              | 20 aprile 2021   | 10 ottobre 2022    |
| Militare   | ad interim                        | Mahamat Déby Itno    | 10 ottobre 2022                                  | 23 maggio 2024                                     |                  |                    |
|            | Movimento Patriottico di Salvezza | Mahamat Déby Itno    | 2024                                             | 23 maggio 2024                                     | in carica        |                    |